# Шоумэн
Шоумэн (кит. трад. 壽夢王, пиньинь Shoumeng) — 19-й правитель и первый ван (586—561 до н. э.) царства У, существовавшего в Период Вёсен и Осеней.
При Шоумэне царство У установило первые официальные контакты с другими государствами на территории Древнего Китая. Информация об истории царства У до Шоумэна практически отсутствует — в «Ши цзи» перечисляются имена 18 предшествующих ему правителей, но без дат правления и какой-либо биографической информации. Известно лишь, что отца и предшественника Шоумэна звали Цюйци.
В 586 году до н. э. Шоумэн пришёл к власти и стал первым правителем У, кто начал использовать титул «ван» (царь или король), приравняв себя к правителю Чжоу. На втором году своего правления он заключил союз с царством Цзинь и получил для своего войска более современное оружие и тренировки обращения с ним, включая колесницы, в обмен на помощь против царства Чу. Послом для заключения союза стал У Чэнь, бывший чиновник царства Чу, бежавший в Цзинь. В ходе войны войска У неоднократно атаковали Чу, а на 16-м году правления Шоумэна состоялось ответное вторжение чуских войск в У, враги смогли дойти до горы Хэн.
Шоумэн правил 25 лет. Перед смертью он хотел оставить трон своему четвёртому законному и самому младшему сыну Цзичжа, известному своими добродетелями, но тот отказался. Тогда правитель установил новый режим наследования, по которому его сыновья должны были править один за другим, надеясь что его любимый сын рано или поздно унаследует трон. Однако после правления трёх старших сыновей Шоумэна, Цзичжа снова отказался принимать трон, и власть перешла к одному из незаконных детей. Всего у Шоумэна было 8 сыновей, четыре законных и четыре внебрачных, четверо из них — Чжуфань, Юйцзи, Юймэй и Ляо — в разное время занимали трон царства У.
Археологами найдена надпись на бронзовом мече с упоминанием Шоумэна.